# Annatherapsidus
Аннатерапсид (Annatherapsidus petri) — пізньоепермський  тероцефал з  Північнодвінської фауни. Череп низький, з широкою довгою мордою, зуби відносно слабкі, нижня щелепа висока. Ікла округлі в перетині, гачковидні. Симфіз нижньої щелепи слабо зрощений, можливо, дещо рухливий. Канал  тім'яного ока зарослий (можливо, зникав з віком). Довжина черепа до 25 см. Вид описаний  В. П. Амалицьким під назвою Anna petri — на честь дружини вченого Анни Петрівни, яка ділила з чоловіком всі тяготи експедиційного життя. Перейменовано (згідно правил номенклатури) Куном в 1961 р.
Аннатерапсида виявлено у відкладах Соколківського комплексу, що відносяться до найпізніших верств верхньопермскої послідовності. Він близький до тероцефалів-вайтсиїдів, але часто виділяється в окрему родину. Ймовірно, всеїдна тварина, часто зображується рибоїдним хижаком.

## Ресурси Інтернету
- https://web.archive.org/web/20070521020118/http://www.fmnh.helsinki.fi/users/haaramo/metazoa/Deuterostoma/Chordata/Synapsida/Theriodontia/Therocephalia.htm
- http://www.paleofile.com/Demo/Mainpage/Taxalist/Theriodontia.htm [Архівовано 28 вересня 2011 у Wayback Machine.]